# Подчетртек
Подчетртек (словен. Podčetrtek) је насеље и управно средиште истоимене општине Подчетртек, која припада Савињској регији у Републици Словенији.
По попису становништва из 2011. године, насеље Подчетртек имало је 528 становника.